# Xã Odessa, Quận Ramsey, Bắc Dakota
Xã Odessa (tiếng Anh: Odessa Township) là một xã thuộc quận Ramsey, tiểu bang Bắc Dakota, Hoa Kỳ. Năm 2010, dân số của xã này là 49 người.